# Орлиное (Приморский край)
Орли́ное — село в Яковлевском районе Приморского края, входит в состав Яблоновского сельского поселения.

## География
Село стоит на левом берегу залива Озёрный реки Уссури (образован впадением в Уссури реки Загорная).
Расстояние до села Озёрное около 3 км.
Расстояние до районного центра Яковлевка около 46 км (через Озёрное, Николо-Михайловку и Покровку).

## Население
| 2001 | 2002 | 2010 | 2019 |
| ---- | ---- | ---- | ---- |
| 3    | →3   | ↘0   | ↗1   |

## Улицы
В селе имеется одна улица: Озёрная.